# Kate Robertshaw
Kate Robertshaw (* 13. September 1990 in Leeds) ist eine englische Badmintonspielerin. 

## Karriere
Kate Robertshaw wurde 2009 englische Juniorenmeisterin. 2010 und 2011 gewann sie Bronze bei den englischen Meisterschaften der Erwachsenen, 2012 Silber. 2010 siegte sie bei den East of Scotland Championships. 2012 war sie bei den Swiss International und den Czech International erfolgreich.